# Lijst van moskeeën in de Comoren
Deze lijst omvat moskeeën in de Comoren. De Comoorse eilandgroep bestaat uit de staat Comoren en het Franse overzeese eiland Mayotte.
| Naam                      | Afbeelding | Stad      | Eiland        | Inhuldiging    | Stijl | Opmerkingen                                                 |
| ------------------------- | ---------- | --------- | ------------- | -------------- | ----- | ----------------------------------------------------------- |
| Grote Moskee van Ouzioini |            | Ouzioini  | Grande Comore |                |       | Het is de grootste moskee van Ouzioini.                     |
| Moroni-moskee             |            | Moroni    | Grande Comore | Begin 19e eeuw |       | Het is de meest historische moskee van Moroni.              |
| Mtsapere-moskee           |            | Mtsapere  | Mayotte       |                |       |                                                             |
| Tsingoni-moskee           |            | Tsingoni  | Mayotte       | 1538           |       | Het is de oudste moskee in heel Frankrijk.                  |
| Mutsamudu-moskee          |            | Mutsamudu | Anjouan       |                |       | De moskee bevindt zich in de 17e-eeuwse medina van de stad. |